# Donkey Kong Country
Donkey Kong Country (スーパードンキーコング, Sūpā Donkī Kongu) é um jogo de plataforma de 1994 desenvolvido pela Rare e publicado pela Nintendo para o Super Nintendo Entertainment System (SNES). É uma reinicialização da franquia Donkey Kong da Nintendo e segue o gorila Donkey Kong e seu sobrinho Diddy Kong enquanto eles partem para recuperar seu tesouro de bananas roubado do crocodilo King K. Rool e seu exército, os Kremlings . O modo single-player percorre 40 níveis de rolagem lateral enquanto salta entre plataformas e evita obstáculos. Eles coletam itens, andam em minecarts e animais, derrotam inimigos e chefes e encontram fases bônus secretas. Nos modos multijogador, dois jogadores trabalham cooperativamente ou competem entre si.
Este foi o primeiro jogo Donkey Kong a não ser produzido e nem dirigido por Shigeru Miyamoto, o criador do personagem; ao invés, o jogo foi produzido por Tim Stamper e Gregg Mayles, embora Miyamoto ainda estivesse envolvido no projeto. Donkey Kong Country foi posteriormente adaptado ao Game Boy Color em 2000 e ao Game Boy Advance em 2003. Além disso, o jogo foi disponibilizado para download no Virtual Console do Wii em 2006, do Wii U em 2014 e do New Nintendo 3DS em 2016 com um modo de pixel perfeito.
Depois de desenvolver jogos para Nintendo Entertainment System na década de 1980, a Rare, um estúdio britânico fundado por Tim e Chris Stamper, comprou estações de trabalho da Silicon Graphics para renderizar modelos 3D. A Nintendo procurou um jogo para competir com Aladdin da Sega (1993) e contratou a Rare para reviver a franquia Donkey Kong adormecida. A Rare reuniu 12 desenvolvedores para trabalhar em Donkey Kong Country durante 18 meses. Donkey Kong Country foi inspirado na série Super Mario e foi um dos primeiros jogos de console doméstico a apresentar gráficos pré-renderizados, obtidos através de uma técnica decompressão que convertia modelos 3D em sprites SNES com pouca perda de detalhes. Foi o primeiro jogo Donkey Kong não produzido nem dirigido pelo criador da série, Shigeru Miyamoto, embora ele tenha contribuído com ideias de design.
Após seu anúncio na Consumer Electronics Show em junho 1994, Donkey Kong Country foi altamente aguardado e apoiado por uma grande campanha de marketing que custou $16 million somente na América. Foi lançado em novembro 1994 para aclamação; os críticos consideraram seu visual inovador e elogiaram sua jogabilidade e música. Sua qualidade e design foram comparados favoravelmente aos da série Super Mario . Donkey Kong Country recebeu vários elogios de final de ano e estabeleceu o recorde de videogame mais vendido na época. Com 9,3 milhões de cópias vendidas em todo o mundo, é o terceiro jogo SNES mais vendido e o jogo Donkey Kong mais vendido. Após o sucesso, a Nintendo comprou uma grande participação minoritária na Rare, que se tornou uma importante desenvolvedora terceirizada da Nintendo no final da década de 1990.
Donkey Kong Country restabeleceu Donkey Kong como uma franquia popular da Nintendo e é creditado por ajudar a Nintendo a vencer a guerra dos consoles da década de 1990 e manter a popularidade do SNES na quinta geração de consoles de videogame. É considerado um dos maiores videogames de todos os tempos e foi portado para plataformas como Game Boy Color, Game Boy Advance e serviços de distribuição digital. A Rare seguiu com duas sequências para o SNES, Donkey Kong Country 2: Diddy's Kong Quest (1995) e Donkey Kong Country 3: Dixie Kong's Double Trouble! (1996) e o jogo Donkey Kong Nintendo 64 (1999). Após um hiato, durante o qual a Rare foi adquirida pela concorrente da Nintendo, Microsoft, a Retro Studios reviveu a série com Donkey Kong Country Returns (2010) para Wii e Donkey Kong Country: Tropical Freeze (2014) para Wii U.

## Mundos e fases

### Mundo 1 -Kongo Jungle (Selva Kongo)
- Fase 1: Jungle Hijinxs (Travessuras na Selva)
- Fase 2: Ropey Rampage (Fúria da Corda)
- Fase 3: Reptile Rumble (Estrondo de Répteis)
- Fase 4: Coral Capers (Alcaparras de Coral)
- Fase 5: Barrel Cannon Canyon (Desfiladeiro do Canhão de Barril)
- Chefe: Very Gnawty's Lair (Covil do Very Gnawty)

### Mundo 2 -Monkey Mines (Minas de Macaco)
- Fase 1: Winky's Walkway (Passarela do Winky)
- Fase 2: Mine Cart Carnage (Carnificina no Carrinho de Mina)
- Fase 3: Bouncy Bonanza (Bonança Saltitante)
- Fase 4: Stop & Go Station (Estação Pare & Vai)
- Fase 5: Millstone Mayhem (Caos na Pedra de Moinho)
- Chefe: Necky's Nuts (Nozes de Necky)

### Mundo 3 -Vine Valley (Vale das Vinhas)
- Fase 1: Vulture Culture (Cultura do Abutre)
- Fase 2: Tree Top Town (Cidade no Topo da Árvore)
- Fase 3: Forest Frenzy (Frenesi da Floresta)
- Fase 4: Temple Tempest (Tempestade no Templo)
- Fase 5: Orang-utan Gang (Gangue do Orangotango)
- Fase 6: Clam City (Cidade dos Moluscos)
- Chefe: Bumble B. Rumble (Estrondo de Trapaça do B.)

### Mundo 4 -Gorilla Glacier (Geleira do Gorila)
- Fase 1: Snow Barrel Blast (Explosão do Barril de Neve)
- Fase 2: Slipslide Ride (Passeio Deslizante)
- Fase 3: Ice Age Alley (Beco da Era do Gelo)
- Fase 4: Croctopus Chase (Perseguição de Croctopus)
- Fase 5: Torchlight Trouble (Problema Com Tochas)
- Fase 6: Rope Bridge Rumble (Estrondo da Ponte de Corda)
- Chefe: Really Gnawty Rampage (Fúria do Really Gnawty)

### Mundo 5 -Kremkroc Industries, Inc. (Indústrias Kremkroc, Inc.)
- Fase 1: Oil Drum Alley (Beco do Tambor de Petróleo)
- Fase 2: Trick Track Trek (Trilha de Truque)
- Fase 3: Elevator Antics (Palhaçadas no Elevador)
- Fase 4: Poison Pond (Lagoa Venenosa)
- Fase 5: Mine Cart Madness (Loucura no Carrinho de Mina)
- Fase 6: Blackout Basement (Porão com Blackout)
- Chefe: Boss Dumb Drum (Chefe Tambor Mudo)

### Mundo 6 -Chimp Caverns (Cavernas de Chimpanzés)
- Fase 1: Tanked Up Trouble (Problemas Com Tanques)
- Fase 2: Manic Mincers (Picadores Maníacos)
- Fase 3: Misty Mine (Mina Nebulosa)
- Fase 4: Necky Nutmare (Noz-Moscada do Necky)
- Fase 5: Loopy Lights (Luzes Malucas)
- Fase 6: Platform Perils (Perigos na Plataforma)
- Chefe: Necky's Revenge (Vingança do Necky)

### Chefe Final -Gangplank Galleon (Prancha de Embarque no Galeão)
- Chefe: Gang-Plank Galleon (Prancha de Embarque no Galeão)

## Jogabilidade
Donkey Kong Country é um jogo de plataforma side-scrolling. Uma reinicialização da franquia Donkey Kong, sua história começa quando King K. Rool e seu exército de crocodilos, os Kremlings, roubam o tesouro de bananas dos Kongs. O gorila Donkey Kong e seu sobrinho Diddy Kong partiram para recuperar o tesouro e derrotar os Kremlings. Donkey e Diddy servem como personagens do jogo single-player; eles correm lado a lado e o jogador pode alternar entre eles à vontade. Donkey é mais forte e consegue derrotar os inimigos com mais facilidade; Diddy é mais rápido e ágil. Ambos podem andar, correr, pular, pegar e atirar objetos e rolar; Donkey pode bater no terreno para derrotar inimigos ou encontrar itens.
O jogador começa em um mapa mundial que acompanha seu progresso e dá acesso aos 40 níveis. O jogador tenta completar cada nível enquanto atravessa o ambiente, saltando entre plataformas e evitando inimigos e obstáculos inanimados. Os temas dos níveis incluem selvas, recifes subaquáticos, cavernas, minas, montanhas e fábricas. Alguns apresentam mecânicas de jogo únicas, como carrinhos de mina montáveis, canhões que lembram barris e cordas balançantes. Cada área termina com uma luta de chefe com um grande inimigo. Donkey e Diddy podem derrotar inimigos saltando, rolando ou jogando barris neles. Se for atingido por um obstáculo, um dos Kongs foge e o jogador assume automaticamente o controle do outro. Eles só serão capazes de controlar aquele Kong a menos que libertem o outro Kong de um barril.
Em certos níveis, o jogador pode libertar um animal que fornece habilidades especiais aos Kongs, semelhantes ao Yoshi da série Super Mario. Os amigos incluem Rambi, um rinoceronte que pode atacar os inimigos e encontrar entradas escondidas; Enguarde, um peixe-espada que pode derrotar os inimigos com seu bico; Squawks, um papagaio que carrega uma lanterna; Expresso, uma avestruz que voa; e Winky, um sapo que pode pular alto. Cada nível contém bananas colecionáveis, letras que indicam K–O–N–G, balões e fichas de animais. Esses itens podem ser encontrados no nível principal ou descobrindo estágios de bônus ocultos, onde são obtidos resolvendo quebra-cabeças. O jogador começa com cinco vidas. Coletar 100 bananas, todas as letras K–O–N–G, um balão ou três fichas de animais iguais concedem vidas extras.
O jogador pode visitar outros membros da família Kong no mapa mundial. Funky Kong opera um serviço de voo que permite ao jogador viajar por diferentes áreas da Ilha Donkey Kong; Cranky Kong, a antiga encarnação de Donkey Kong do Donkey Kong original (1981), fornece dicas e humor de quebrar a quarta parede ; e Candy Kong salva o progresso do jogador. O jogador pode aumentar sua porcentagem de conclusão encontrando fases de bônus. Alcançar o máximo de 101 por cento resulta em um final diferente. O jogo também apresenta dois modos de jogo multijogador  No modo competitivo "Concurso", os jogadores se revezam jogando cada nível o mais rápido possível. No modo cooperativo "Team", eles jogam em dupla.

## Desenvolvimento

### Contexto

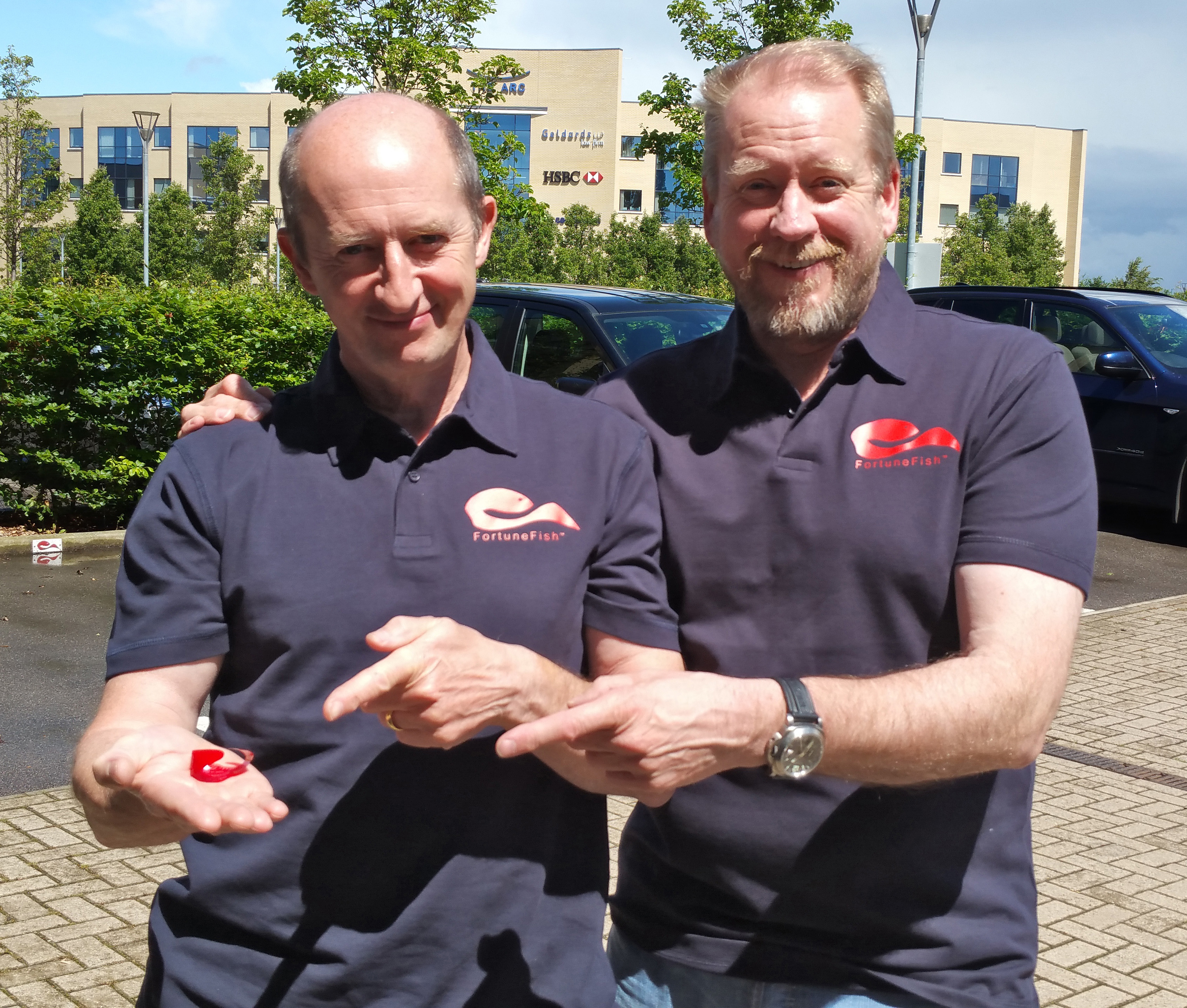
Fundadores da Rare Tim e Chris Stamper (da direita para a esquerda) em 2015

Em 1985, os desenvolvedores de jogos britânicos Tim e Chris Stamper fundaram a Rare Ltd. Os irmãos fundaram anteriormente o estúdio britânico de jogos de computador Ultimate Play the Game e fundaram a Rare para se concentrar no crescente mercado japonês de consoles. Depois que a Nintendo rejeitou seus esforços para formar uma parceria em 1983, Chris Stamper estudou o hardware do Nintendo Entertainment System (NES) por seis meses. A Rare demonstrou que era possível fazer engenharia reversa no NES e mostrou diversas demonstrações tecnológicas ao executivo da Nintendo, Minoru Arakawa; impressionado, Arakawa concedeu à Rare uma licença de desenvolvedor da Nintendo. A Rare desenvolveu mais de 60 jogos para NES, incluindo a série Battletoads e versões de jogos como Marble Madness.
Quando a Nintendo lançou seu próximo console, o Super Nintendo Entertainment System (SNES), em 1991, a Rare decidiu limitar sua produção. Por volta de 1992, a Rare investiu seu lucro do NES na Silicon Graphics, Inc. (SGI) Desafie estações de trabalho com software de renderização Alias para renderizar modelos 3D. Era um risco significativo, pois cada estação de trabalho custava £ 80 mil. A mudança tornou a Rare a desenvolvedora tecnologicamente mais avançada do Reino Unido e a colocou em posição de destaque no mercado internacional.

## Recepção
Donkey Kong Country teve muito sucesso em seu lançamento, recebendo clamor crítico e alcançando a marca de 8 milhões de cópias vendidas. Mais tarde, o jogo foi relançado como um título incluso ao Super Nintendo no "Donkey Kong Set" (que continha o console, um controle, conexões, e o jogo). Isto ocasionou nas vendas de mais um milhão de cópias, resultando em um relançamento Player's Choice em meados de 1998. A versão para SNES recebeu uma classificação de 90%, enquanto que as versões para Game Boy Color e Game Boy Advance receberam 78% do
GameRankings.
O jogo recebeu vários prêmios da Electronic Gaming Monthly em sua premiação de jogos de 1994, incluindo Melhor Jogo para Super NES, Melhor Animação, Melhor Dupla (de Personagens) em um Jogo, e Jogo do Ano. Porém, ele também foi considerado pela revista por ser um dos 10 mais superestimados de todos os tempos antes de seu 200º exemplar de aniversário em 2005. O jogo também alcançou a 9ª posição na lista dos 25 jogos mais superestimados de todos os tempos pela GameSpy em 2003. Apesar disso, ele foi considerado o 90º melhor jogo já feito em uma plataforma da Nintendo na lista dos 200 maiores jogos pela Nintendo Power em 2006. O título recebeu um Prêmio Nintendo Power por Melhor Jogo em 1994 e duas condecorações Kid's Choice por Jogo Favorito em 1994 e 1995, respectivamente.

## Legado

### Relançamentos
Em 2000, uma versão de Donkey Kong Country foi lançada no Game Boy Color. A versão para GBC tem uma nova fase em Chimp Caverns, "Necky Nutmare", e a fase "Winky’s Walkway" foi alongada e reformada. Candy Kong possui vários minijogos na versão para GBC onde Donkey Kong e Diddy Kong têm de recolher moeda dourada de banana em todos os minijogos dos mundos, excluindo Galeão da Prancha. O jogo salva automaticamente depois de completar nível. A versão para GBC teve algumas das faixas descartadas e outras, substituídas, tipicamente por músicas que apareceram em Donkey Kong Land. Em 2003, outra versão do jogo foi lançada no Game Boy Advance. Esta versão tinha mais brilho ao custo de contraste e saturação de cores, para tornar o jogo mais visível na tela escura de LCD do portátil. Ambos os jogos possuíam novos recursos, incluindo minijogos, imagens escondidas, e um modo de corrida contra o tempo; adicionalmente, a versão para GBA possuía jogos multiplayer. Ambas as versões tinham menor fidelidade de som e uma série de pequenas alterações. Candy Kong não mais possui pontos de gravação, de forma que os jogadores podem salvar o jogo em qualquer lugar.
A versão 1.1 para Super Nintendo foi lançada no Virtual Console para Wii na Oceania no dia 7 de dezembro de 2006, no dia 8 de dezembro de 2006 na Europa, e no dia 19 de fevereiro de 2007 na América do Norte, e foi excluída na Europa e na América do Norte, mas foi reintegrado para o Virtual Console do Wii U em 2014. Na Europa, Donkey Kong Country foi lançado no Virtual Console do Wii U em 16 de outubro de 2014, e no Japão em 26 de novembro do mesmo ano. Em 26 de fevereiro de 2015, os três primeiros jogos Donkey Kong Country foram liberados no Wii U (Virtual Console), e foram restabelecidos para o Virtual Console (Wii) nos Estados Unidos. Em 24 de março de 2016, Donkey Kong Country foi lançado para o New Nintendo 3DS (Virtual Console).